# Cova del Pare Palau
Cova del Pare Palau és una obra d'Aitona (Segrià) protegida com a Bé Cultural d'Interès Local.

## Descripció
Es tracta d'una petita balma on el Pare Francesc Palau passava llargues temporades. Se situa als afores del poble, a un quilòmetre de distància al sud-oest del nucli urbà de la població, sortint per la carretera LP-7041 d'Aitona a Seròs, seguint pel camí a mà dreta i la bifurcació que porta cap a la cova. El terreny és propietat de les Germanes Carmelites Missioneres Teresianes, amb domicili a Aitona.
La cova es conforma a partir de l'alternança de capes de gresos i lutites i és el tancament natural d'un entrant rocós al peu d'una vessant. Tot i que la cova tenia diferents espais, el Pare Palau feia una vida gairebé ermitana; amb un espai per dormir i un petit foc per escalfar el menjar.
El fet que hagi estat un espai tan important pel beat ha fet que el culte s'hagi incrementat en aquest espai fins a convertir-se en un santuari marià. Per poder acollir i donar resposta a l'interès general, varen construir-se nous espais. Des dels anys vuitanta, hi ha un centre de retirament espiritual que fa funcions d'espai de trobada i recolliment. Consta d'una esplanada per actes religiosos, una casa, l'oratori de Joan de la Creu i una sala polivalent.
La millor prova de la condició de lloc de pelegrinatge que ha assolit la cova, és la quantitat d'activitats anuals dedicades al creixement humà i espiritual que s'hi organitzen.

## Història
Sobre tot en els darrers anys, la cova s'ha convertit en un lloc de pelegrinatge molt significatiu, tant per escolars dels col·legis del Pare Palau, com per a les germanes de la Congregació. També està obert al públic general, ja que s'organitzen diversos recessos i activitats d'autoconeixement.